# Philadelphia Female Anti-Slavery Society
La Philadelphia Female Anti-Slavery Society (PFASS) fu fondata nel dicembre 1833, pochi giorni dopo il primo incontro della American Antislavery Society, a Filadelfia) e sciolta nel marzo 1870 in seguito alla ratifica del XIV e XV emendamento della Costituzione degli Stati Uniti d'America. Fu fondata da diciotto donne, tra cui Lucretia Mott, Mary Ann M'Clintock, Margaretta Forten, Charlotte Vandine Forten, sua madre Charlotte Forten Grimké e le sorelle della Forten Sarah e Harriet.
La società era una sezione locale affiliata all'American Antislavery Society, creata lo stesso anno da William Lloyd Garrison e altri importanti abolizionisti maschi. Il PFASS è stato formato a causa dell'impossibilità per le donne di diventare membri dell'organizzazione abolizionista maschile. Questa organizzazione abolizionista femminile, prevalentemente bianca ma di razza mista, illustra gli importanti ruoli collettivi dietro le quinte che le donne hanno svolto nel movimento abolizionista. Esemplifica anche le dinamiche di genere e razza all'interno della società patriarcale americana che enfatizzava il culto della vera femminilità (o la cultura della domesticità) nel XIX secolo.

## Appartenenza

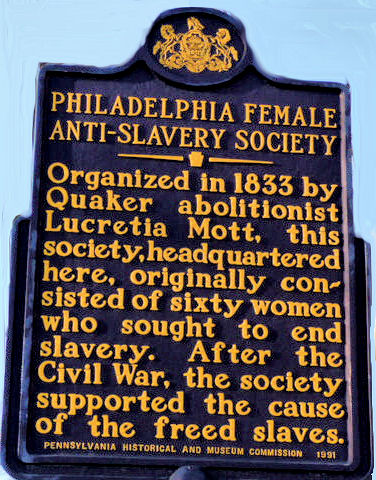
Philadelphia Female Anti-Slavery Society

Gli storici citano spesso la PFASS come una delle poche società anti-schiaviste razzialmente integrate nell'era prebellica, rara anche tra le società anti-schiaviste femminili. L'appartenenza al PFASS proveniva tipicamente da ambienti di classe media.
La più nota abolizionista femminile bianca affiliata al PFASS è Lucretia Mott. Altre donne bianche che erano pilastri dell'organizzazione interrazziale includevano Sarah Pugh e Mary Grew, rispettivamente presidente e corrispondente segretaria della PFASS per la maggior parte della sua esistenza. Anche Angelina Grimké, una nota abolizionista, si unì all'organizzazione. I membri femminili bianchi erano per lo più quaccheri. Lo storico Jean R. Soderlund sostiene che tredici delle diciassette donne bianche fondatrici erano Quacchere Hicksite. Anche le donne nere libere hanno contribuito a organizzare la società. Tra i personaggi di spicco figuravano Grace Bustill Douglass e Sarah Mapps Douglass, Hetty Reckless e Charlotte Forten, moglie del noto abolizionista James Forten, e le sue figlie, Harriet, Sarah e Margaretta. Queste donne rappresentavano l'élite afroamericana della città. La storica Shirley Yee afferma che sette delle diciotto donne che hanno firmato la costituzione PFASS erano nere e dieci donne nere compaiono regolarmente nei registri della società. Inoltre, molte donne nere hanno ricoperto costantemente ruoli di leadership.
Sarah Forten è stata cofondatrice della Società e ha fatto parte del consiglio di amministrazione per tre mandati consecutivi. Margaretta Forten fu una cofondatrice della Società e spesso prestò servizio come segretaria o tesoriera, oltre a contribuire alla stesura della sua carta organizzativa e a prestare servizio nel suo comitato educativo. Ha anche presentato l'ultima risoluzione della Società, che elogiava gli emendamenti postbellici come un successo per la causa contro la schiavitù. Ricoprendo incarichi chiave, la storica Janice Sumler-Lewis sostiene che gli sforzi delle donne Forten hanno consentito a questa organizzazione prevalentemente bianca di riflettere una prospettiva abolizionista nera che spesso era più militante.
La storica Julie Winch suggerisce che le donne nere libere della classe media di Filadelfia inizialmente organizzarono società di alfabetizzazione femminile prima della loro adesione al PFASS. Sostiene che queste società di alfabetizzazione offrivano alle donne nere della classe media opportunità di educare se stesse e i propri figli, nonché di sviluppare le competenze necessarie per l'attivismo comunitario. Secondo la Winch, non era certo una coincidenza che anche i membri delle società di alfabetizzazione si iscrissero al PFASS, e queste società erano parte integrante della crociata contro la schiavitù.
La scrittrice Evette Dionne osserva che questo livello di integrazione e cooperazione in una società tra donne bianche e nere sarebbe stato piuttosto raro anche in una città libera come Filadelfia. I membri neri hanno contribuito a scrivere la costituzione e a stabilire le priorità dell'organizzazione.

## Attività abolizioniste
Negli anni '30 dell'Ottocento, il PFASS si concentrò principalmente sulla diffusione di petizioni contro la schiavitù, sullo svolgimento di incontri pubblici, sull'organizzazione di raccolte fondi e sul sostegno finanziario al miglioramento della comunità per i neri liberi. Tra il 1834 e il 1850, il PFASS inviò numerose petizioni alla legislatura dello stato di Filadelfia e al Congresso. Il PFASS fece pressioni sulla legislatura della Pennsylvania affinché consentisse processi con giuria per sospetti schiavi fuggitivi. Hanno presentato una petizione al Congresso per abolire la schiavitù nel Distretto di Columbia e vietare la tratta degli schiavi da uno stato all'altro. Le leader donne nere del PFASS facevano parte dei comitati che coordinavano queste iniziative. Durante questo periodo in cui alle donne non era ancora stato concesso il diritto di voto, le petizioni erano una delle poche forme di espressione politica a disposizione delle donne. Le campagne di petizioni hanno attirato le donne fuori dalle loro case e nei loro quartieri dove hanno condotto massicce campagne di propaganda dal basso. Le comunicazioni faccia a faccia e gli sforzi porta a porta delle donne non solo hanno sfidato le norme sociali della femminilità, ma hanno anche "spostato il movimento contro la schiavitù da un focus prevalentemente morale a uno prevalentemente politico". Petizioni come queste alla fine indussero la Camera dei Rappresentanti degli Stati Uniti ad approvare la regola del bavaglio.
Il rifiuto del Congresso di prendere in considerazione queste petizioni e la paura della violenza della folla portò a un cambiamento nelle strategie negli anni 1840. Man mano che la società maturava, riduceva gli sforzi per far circolare le petizioni e dedicava sempre più tempo alla raccolta fondi. La principale raccolta fondi PFASS era una fiera annuale in cui venivano venduti oggetti artigianali come il ricamo con iscrizioni abolizioniste e pubblicazioni antischiaviste. Ad esempio, il noto pezzo di letteratura abolizionista, The Anti-Slavery Alphabet fu stampato e venduto alla Fiera antischiavista di Filadelfia del 1846. Le riunioni del PFASS consistevano nel coordinare le attività per la fiera e nell'organizzare i circoli del cucito. Negli anni 1850, le fiere divennero occasioni elaborate. Oltre a vendere oggetti, le fiere presentavano discorsi di noti abolizionisti che attiravano un vasto pubblico disposto a pagare le tasse di ammissione. Il successo degli sforzi di raccolta fondi della società le ha permesso di assicurarsi potere e influenza nella società statale contro la schiavitù. Durante l'intero periodo, la PFASS fornì una gran parte di tutti i fondi donati alla società statale. Dal 1844 al 1849, i fondi raccolti dalle donne di Filadelfia coprivano circa il 20% del bilancio statale della società antischiavista e rappresentavano il 31-45% delle donazioni. Quindi, le donne furono in grado di mantenere un alto profilo e affermare la loro autorità nei ruoli di leadership all'interno del movimento abolizionista a livello statale.
Anche il sostegno finanziario alla comunità nera libera era un aspetto delle attività all'interno del PFASS. Guidato principalmente dalle donne nere, il PFASS ha sostenuto finanziariamente la scuola di Sarah Douglass per ragazze nere libere. Secondo la politologa Gayle T. Tate nel suo libro Unknown Tongues: Black Women's Political Activism in the Antebellum Era, 1830-1860, la società continuò il suo sostegno finanziario con contributi annuali per tutti gli anni '40 dell'Ottocento. La Tate mantiene la leadership e il sostegno delle donne Forten che hanno portato a continui contributi alla scuola. Ciò rafforza la tesi secondo cui le donne nere svolgevano un ruolo di leadership integrale all'interno del PFASS.
Il PFASS raccolse anche fondi per l'abbigliamento, il rifugio e il cibo per aiutare gli schiavi fuggitivi. I membri delle donne nere sotto la guida di Hetty Reckless lavorarono a stretto contatto con la Vigilance Association di Philadelphia, una società di beneficenza interamente maschile che aiutò gli schiavi fuggitivi. La Reckless "convinse i membri della società a contribuire ai progetti della comunità e a fare donazioni ... per fornire ai fuggitivi vitto e alloggio, abbigliamento, assistenza medica, lavoro, aiuti finanziari e consigli sui loro diritti legali". Tuttavia le donne bianche erano piuttosto divise sul fatto che l'aiuto agli schiavi fuggitivi fosse considerato un vero lavoro antischiavista. Lucretia Mott credeva che questa attività non fosse il ruolo del PFASS. Questa divisione illustra una differenza nelle agende abolizioniste che cominciarono ad emergere tra le due razze. A differenza delle loro controparti bianche, le donne nere, in uno sforzo che Tate etichetta "abolizionismo pragmatico", considerava le strategie sovversive come aiutare gli schiavi fuggitivi compatibili con le sfide aperte preferite dagli abolizionisti bianchi. Le donne bianche abolizioniste, d'altra parte, tendevano a considerare queste azioni come "potenziali distrazioni dall'obiettivo principale della lotta contro la schiavitù".

## Nascita dei diritti delle donne
Poiché le donne giocarono un ruolo rilevante nel movimento abolizionista, i membri bianchi e neri del PFASS sostenevano l'idea radicale di concedere alle donne il diritto di voto e di svolgere ruoli tradizionalmente maschili come parlare in pubblico. Scrivendo alla fine degli anni '70, la storica Ira V. Brown identifica le donne del PFASS come un ruolo chiave nello sviluppo del femminismo americano o ciò che lei etichetta come la "culla del femminismo". La Brown si concentra principalmente sulla leadership femminile bianca della società e sui ruoli chiave che queste donne hanno svolto nell'eventuale nascita del movimento delle donne a partire dalla Convenzione di Seneca Falls. Aggiunte più recenti alla storiografia delle società abolizioniste femminili incorporano il ruolo collettivo delle donne nere libere. Shirley Yee afferma che le attiviste femminili nere come quelle del PFASS hanno contribuito a plasmare l'attivismo della comunità delle donne nere per le generazioni successive, specialmente nel moderno movimento per i diritti civili degli anni '50 e '60.

## Nella cultura popolare
- La commedia del 2013 di Ain Gordon If She Stood, commissionata dal Painted Bride Art Center di Filadelfia, si svolge in un incontro immaginario della Philadelphia Female Anti-Slavery Society.[23]